# Campeonato Brasileiro de Futebol Feminino de 2019 - Série A2
A Série A2 do Campeonato Brasileiro Feminino de 2019 foi a terceira edição deste evento esportivo, um torneio nacional de futebol feminino organizado pela Confederação Brasileira de Futebol (CBF). O campeonato teve início em 27 de março e terminou em 18 de agosto. Ficou marcado como o primeiro torneio realizado após a obrigatoriedade da CBF para que as equipes da Série A para que investissem na modalidade.
Nesta edição, o São Paulo consagrou-se campeão pela primeira vez, vencendo a decisão contra o Cruzeiro pelo placar agregado de 5–1. Os semifinalistas Grêmio e Palmeiras também garantiram o acesso para a primeira divisão de 2020.

## Antecedentes
A Série A2 do Campeonato Brasileiro Feminino foi realizada pela primeira vez em 2017. Nas duas primeiras edições, o regulamente permaneceu semelhante, apenas alterando o número de participantes.

## Formato e participantes
Em 2019, entrou em vigor as exigências de CBF e Confederação Sul-Americana de Futebol, nas quais os clubes precisariam investir na modalidade. Por conseguinte, o número de participantes aumentou para 36, sendo os 27 campeões estaduais, os dois rebaixados da Série A1 de 2018 e os sete melhores do ranking da CBF.
O regulamento, por sua vez, dividiu as agremiações em seis grupos. Na primeira fase, após cinco rodadas, os dois primeiros de cada grupo e os quatro melhores terceiros se classificaram. A partir da segunda fase do torneio, o sistema passou a adotar jogos eliminatórios, com os vencedores dos placares agregados avançando até a final.
| Federação                                                   | Participantes    | Títulos        |
| ----------------------------------------------------------- | ---------------- | -------------- |
| Acre                                                        | Atlético Acreano | 0 (não possui) |
| Alagoas                                                     | UDA              | 0 (não possui) |
| Amapá                                                       | Oratório         | 0 (não possui) |
| Amazonas                                                    | 3B da Amazônia   | 0 (não possui) |
| Bahia                                                       | Lusaca[BA]       | 0 (não possui) |
| Ceará                                                       | Ceará            | 0 (não possui) |
| Distrito Federal                                            | CRESSPOM         | 0 (não possui) |
| Espírito Santo                                              | Vila Nova-ES     | 0 (não possui) |
| Goiás                                                       | Aliança          | 0 (não possui) |
| Maranhão                                                    | Santa Quitéria   | 0 (não possui) |
| Mato Grosso                                                 | Operário FC      | 0 (não possui) |
| Mato Grosso do Sul                                          | Moreninhas       | 0 (não possui) |
| Minas Gerais                                                | América Mineiro  | 0 (não possui) |
| Minas Gerais                                                | Atlético Mineiro | 0 (não possui) |
| Minas Gerais                                                | Cruzeiro         | 0 (não possui) |
| Pará                                                        | ESMAC            | 0 (não possui) |
| Pará                                                        | Pinheirense      | 1 (2017)       |
| Paraíba                                                     | Botafogo-PB      | 0 (não possui) |
| Paraná                                                      | Toledo           | 0 (não possui) |
| Pernambuco                                                  | Náutico          | 0 (não possui) |
| Piauí                                                       | Tiradentes-PI    | 0 (não possui) |
| Rio de Janeiro \|style="text-align: left;"\|Duque de Caxias | 0 (não possui)   |                |
| Rio de Janeiro \|style="text-align: left;"\|Duque de Caxias | Botafogo         | 0 (não possui) |
| Rio de Janeiro \|style="text-align: left;"\|Duque de Caxias | Fluminense       | 0 (não possui) |
| Rio de Janeiro \|style="text-align: left;"\|Duque de Caxias | Vasco da Gama    | 0 (não possui) |
| Rio Grande do Norte                                         | Cruzeiro-RN      | 0 (não possui) |
| Rio Grande do Sul                                           | Grêmio           | 0 (não possui) |
| Rondônia                                                    | Porto Velho      | 0 (não possui) |
| Roraima                                                     | São Raimundo-RR  | 0 (não possui) |
| Santa Catarina                                              | Chapecoense      | 0 (não possui) |
| São Paulo                                                   | Taubaté          | 0 (não possui) |
| São Paulo                                                   | Portuguesa       | 0 (não possui) |
| São Paulo                                                   | Palmeiras        | 0 (não possui) |
| São Paulo                                                   | São Paulo        | 0 (não possui) |
| Sergipe                                                     | Canindé          | 0 (não possui) |
| Tocantins                                                   | São Valério      | 0 (não possui) |

- BA. ^  O Lusaca atuou na competição em parceria com o Bahia.[8]

## Primeira fase
A primeira rodada da fase de grupos da Série A2 começou no dia 27 de março e terminou em 8 de maio. As seguintes equipes se classificaram: 3B da Amazônia, América Mineiro, Botafogo-PB, Ceará, Chapecoense, Cruzeiro, ESMAC, Fluminense, Grêmio, Lusaca, Palmeiras, Pinheirense, Porto Velho, Portuguesa, São Paulo e Taubaté.

## Fases finais
Em 9 de maio, a CBF realizou um sorteio para definir o chaveamento das fases eliminatórias. Os confrontos de oitavas de final foram, em sua maioria, desequilibrados. Na ocasião, América Mineiro, Cruzeiro, Grêmio, Palmeiras e São Paulo eliminaram os adversários com vitórias contundentes. Por sua vez, Ceará e Taubaté se classificaram com placares mais apertados, enquanto a Chapecoense avançou nas penalidades.
Nas quartas de final, Cruzeiro, Grêmio, Palmeiras e São Paulo venceram e conquistaram os acessos para a primeira divisão de 2020. Cruzeiro e São Paulo avançaram à final.
Em 16 de agosto, a CBF definiu as datas e os locais das finais do torneio. Na ocasião, os jogos foram marcados para os estádios do Pacaembu e Mineirão, mas o último foi trocado para as Alterosas. No primeiro confronto, o São Paulo goleou por 4–0 em um jogo que ficou marcado pelo gol da meio-campista Vitória Yaya. O São Paulo consagrou-se campeão ao empatar o segundo jogo.
|  | Oitavas de final | Oitavas de final | Oitavas de final | Oitavas de final |   |                 | Quartas de final | Quartas de final | Quartas de final | Quartas de final |  |           | Semifinais                 | Semifinais                 | Semifinais                 | Semifinais                 |           |   | Final             | Final             | Final             | Final             |
|  | 15 a 26 de maio  | 15 a 26 de maio  | 15 a 26 de maio  | 15 a 26 de maio  |   |                 | 14 e 21 de julho | 14 e 21 de julho | 14 e 21 de julho | 14 e 21 de julho |  |           | 28 de julho a 11 de agosto | 28 de julho a 11 de agosto | 28 de julho a 11 de agosto | 28 de julho a 11 de agosto |           |   | 18 e 25 de agosto | 18 e 25 de agosto | 18 e 25 de agosto | 18 e 25 de agosto |
|  |                  |                  |                  |                  |   |                 |                  |                  |                  |                  |  |           |                            |                            |                            |                            |           |   |                   |                   |                   |                   |
|  | ESMAC            | 0                | 0                | 0                |   |                 |                  |                  |                  |                  |  |           |                            |                            |                            |                            |           |   |                   |                   |                   |                   |
|  | Taubaté          | 0                | 2                | 2                |   |                 |                  |                  |                  |                  |  |           |                            |                            |                            |                            |           |   |                   |                   |                   |                   |
|  | Taubaté          | 0                | 2                | 2                |   | Taubaté         | 1                | 0                | 1                |                  |  |           |                            |                            |                            |                            |           |   |                   |                   |                   |                   |
|  |                  |                  |                  |                  |   | Taubaté         | 1                | 0                | 1                |                  |  |           |                            |                            |                            |                            |           |   |                   |                   |                   |                   |
|  |                  | São Paulo        | 0                | 3                | 3 |                 |                  |                  |                  |                  |  |           |                            |                            |                            |                            |           |   |                   |                   |                   |                   |
|  | Botafogo-PB      | São Paulo        | 0                | 3                | 3 | 0               | 0                | 0                |                  |                  |  |           |                            |                            |                            |                            |           |   |                   |                   |                   |                   |
|  | Botafogo-PB      |                  |                  |                  |   | 0               | 0                | 0                |                  |                  |  |           |                            |                            |                            |                            |           |   |                   |                   |                   |                   |
|  | São Paulo        | 2                | 4                | 6                |   |                 |                  |                  |                  |                  |  |           |                            |                            |                            |                            |           |   |                   |                   |                   |                   |
|  | São Paulo        | 2                | 4                | 6                |   |                 |                  |                  |                  |                  |  | São Paulo | 1                          | 1                          | 2                          |                            |           |   |                   |                   |                   |                   |
|  |                  |                  |                  |                  |   |                 |                  |                  |                  |                  |  | São Paulo | 1                          | 1                          | 2                          |                            |           |   |                   |                   |                   |                   |
|  |                  | Palmeiras        | 0                | 1                | 1 |                 |                  |                  |                  |                  |  |           |                            |                            |                            |                            |           |   |                   |                   |                   |                   |
|  | Chapecoense (p.) | Palmeiras        | 0                | 1                | 1 | 2               | 1                | 3 (4)            |                  |                  |  |           |                            |                            |                            |                            |           |   |                   |                   |                   |                   |
|  | Chapecoense (p.) |                  |                  |                  |   | 2               | 1                | 3 (4)            |                  |                  |  |           |                            |                            |                            |                            |           |   |                   |                   |                   |                   |
|  | 3B da Amazônia   | 2                | 1                | 3 (2)            |   |                 |                  |                  |                  |                  |  |           |                            |                            |                            |                            |           |   |                   |                   |                   |                   |
|  | 3B da Amazônia   | 2                | 1                | 3 (2)            |   | Chapecoense     | 0                | 1                | 1                |                  |  |           |                            |                            |                            |                            |           |   |                   |                   |                   |                   |
|  |                  |                  |                  |                  |   | Chapecoense     | 0                | 1                | 1                |                  |  |           |                            |                            |                            |                            |           |   |                   |                   |                   |                   |
|  |                  | Palmeiras        | 2                | 5                | 7 |                 |                  |                  |                  |                  |  |           |                            |                            |                            |                            |           |   |                   |                   |                   |                   |
|  | Porto Velho      | Palmeiras        | 2                | 5                | 7 | 0               | 0                | 0                |                  |                  |  |           |                            |                            |                            |                            |           |   |                   |                   |                   |                   |
|  | Porto Velho      |                  |                  |                  |   | 0               | 0                | 0                |                  |                  |  |           |                            |                            |                            |                            |           |   |                   |                   |                   |                   |
|  | Palmeiras        | 4                | 9                | 13               |   |                 |                  |                  |                  |                  |  |           |                            |                            |                            |                            |           |   |                   |                   |                   |                   |
|  | Palmeiras        | 4                | 9                | 13               |   |                 |                  |                  |                  |                  |  |           |                            |                            |                            |                            | São Paulo | 4 | 1                 | 5                 |                   |                   |
|  |                  |                  |                  |                  |   |                 |                  |                  |                  |                  |  |           |                            |                            |                            |                            |           | 4 | 1                 | 5                 |                   |                   |
|  |                  | Cruzeiro         | 0                | 1                | 1 |                 |                  |                  |                  |                  |  |           |                            |                            |                            |                            |           |   |                   |                   |                   |                   |
|  | América Mineiro  | Cruzeiro         | 0                | 1                | 1 | 2               | 2                | 4                |                  |                  |  |           |                            |                            |                            |                            |           |   |                   |                   |                   |                   |
|  | América Mineiro  |                  |                  |                  |   | 2               | 2                | 4                |                  |                  |  |           |                            |                            |                            |                            |           |   |                   |                   |                   |                   |
|  | Lusaca           | 1                | 0                | 1                |   |                 |                  |                  |                  |                  |  |           |                            |                            |                            |                            |           |   |                   |                   |                   |                   |
|  | Lusaca           | 1                | 0                | 1                |   | América Mineiro | 1                | 0                | 1                |                  |  |           |                            |                            |                            |                            |           |   |                   |                   |                   |                   |
|  |                  |                  |                  |                  |   | América Mineiro | 1                | 0                | 1                |                  |  |           |                            |                            |                            |                            |           |   |                   |                   |                   |                   |
|  |                  | Grêmio           | 2                | 0                | 2 |                 |                  |                  |                  |                  |  |           |                            |                            |                            |                            |           |   |                   |                   |                   |                   |
|  | Fluminense       | Grêmio           | 2                | 0                | 2 | 0               | 0                | 0                |                  |                  |  |           |                            |                            |                            |                            |           |   |                   |                   |                   |                   |
|  | Fluminense       |                  |                  |                  |   | 0               | 0                | 0                |                  |                  |  |           |                            |                            |                            |                            |           |   |                   |                   |                   |                   |
|  | Grêmio           | 1                | 5                | 6                |   |                 |                  |                  |                  |                  |  |           |                            |                            |                            |                            |           |   |                   |                   |                   |                   |
|  | Grêmio           | 1                | 5                | 6                |   |                 |                  |                  |                  |                  |  | Grêmio    | 1                          | 0                          | 1                          |                            |           |   |                   |                   |                   |                   |
|  |                  |                  |                  |                  |   |                 |                  |                  |                  |                  |  | Grêmio    | 1                          | 0                          | 1                          |                            |           |   |                   |                   |                   |                   |
|  |                  | Cruzeiro         | 2                | 2                | 4 |                 |                  |                  |                  |                  |  |           |                            |                            |                            |                            |           |   |                   |                   |                   |                   |
|  | Portuguesa       | Cruzeiro         | 2                | 2                | 4 | 0               | 2                | 2                |                  |                  |  |           |                            |                            |                            |                            |           |   |                   |                   |                   |                   |
|  | Portuguesa       |                  |                  |                  |   | 0               | 2                | 2                |                  |                  |  |           |                            |                            |                            |                            |           |   |                   |                   |                   |                   |
|  | Ceará            | 3                | 0                | 3                |   |                 |                  |                  |                  |                  |  |           |                            |                            |                            |                            |           |   |                   |                   |                   |                   |
|  | Ceará            | 3                | 0                | 3                |   | Ceará           | 0                | 1                | 1                |                  |  |           |                            |                            |                            |                            |           |   |                   |                   |                   |                   |
|  |                  |                  |                  |                  |   | Ceará           | 0                | 1                | 1                |                  |  |           |                            |                            |                            |                            |           |   |                   |                   |                   |                   |
|  |                  | Cruzeiro         | 2                | 2                | 4 |                 |                  |                  |                  |                  |  |           |                            |                            |                            |                            |           |   |                   |                   |                   |                   |
|  | Pinheirense      | Cruzeiro         | 2                | 2                | 4 | 1               | 0                | 1                |                  |                  |  |           |                            |                            |                            |                            |           |   |                   |                   |                   |                   |
|  | Pinheirense      |                  |                  |                  |   | 1               | 0                | 1                |                  |                  |  |           |                            |                            |                            |                            |           |   |                   |                   |                   |                   |
|  | Cruzeiro         | 4                | 3                | 7                |   |                 |                  |                  |                  |                  |  |           |                            |                            |                            |                            |           |   |                   |                   |                   |                   |

- Em itálico, os clubes que possuem o mando de jogo no confronto. Em negrito, os vencedores.

### Geral
- «Campeonato Brasileiro de Futebol Feminino de 2019 - Série A2». Confederação Brasileira de Futebol. Consultado em 20 de novembro de 2022. Cópia arquivada em 30 de outubro de 2021
- «Regulamento Específico da Competição Campeonato Brasileiro Feminino A-2 de 2019» (PDF). Confederação Brasileira de Futebol. Cópia arquivada (PDF) em 26 de abril de 2019

### Específicas
1. ↑  Camila Alves (1 de novembro de 2016). «CBF anuncia Brasileiro de Futebol Feminino 2017 com duas divisões e custeado pela entidade». Superesportes. Consultado em 26 de outubro de 2022. Cópia arquivada em 26 de outubro de 2022
2. ↑  «Feminino A-2: tabela básica e regulamento 2018». Confederação Brasileira de Futebol. 7 de fevereiro de 2018. Consultado em 31 de maio de 2021. Cópia arquivada em 14 de julho de 2018
3. ↑  «Será que agora vai?». UOL. Consultado em 31 de maio de 2021. Cópia arquivada em 29 de abril de 2021
4. ↑  «Brasileirão feminino começa com novidades e favoritos buscam primeiro bi do torneio». Superesportes. 15 de março de 2019. Consultado em 20 de novembro de 2022. Cópia arquivada em 3 de abril de 2019
5. ↑  Igor Siqueira (14 de janeiro de 2019). «CBF aumenta calendário do futebol feminino e cria competição de base». O Globo. Consultado em 31 de maio de 2021. Cópia arquivada em 8 de agosto de 2020. (pede subscrição (ajuda))
6. 1 2  «CBF divulga os grupos e tabela do Brasileirão Feminino A2 2019». O Curioso do Futebol. 27 de fevereiro de 2019. Consultado em 20 de novembro de 2022. Cópia arquivada em 5 de agosto de 2020
7. ↑  «Campeonato Brasileiro Feminino A-2 2019: documentos técnicos e tabela». Confederação Brasileira de Futebol. 28 de fevereiro de 2018. Consultado em 31 de maio de 2021. Cópia arquivada em 28 de novembro de 2020
8. ↑  Thiago Pereira (8 de novembro de 2018). «Bahia firma parceria com o Lusaca por time de futebol feminino». GloboEsporte.com. Consultado em 31 de maio de 2021. Cópia arquivada em 15 de agosto de 2020
9. ↑  Renata Mendonça; Roberta Nina (27 de março de 2019). «Brasileirão histórico começa: o que falta para futebol feminino dar certo?». Dibradoras. Consultado em 31 de maio de 2021. Cópia arquivada em 2 de maio de 2019
10. 1 2  «Brasileiro Feminino A-2: confira classificados às oitavas de final». Confederação Brasileira de Futebol. 9 de maio de 2019. Consultado em 31 de maio de 2021. Cópia arquivada em 14 de maio de 2019
11. ↑  «Oitavas do Feminino A-2 têm Grêmio x Fluminense; veja tabela detalhada». Confederação Brasileira de Futebol. 9 de maio de 2019. Consultado em 31 de maio de 2021. Cópia arquivada em 27 de janeiro de 2021
12. ↑  «América-MG vence Bahia Lusaca e avança às quartas de final do Brasileiro feminino A-2». GloboEsporte.com. 25 de maio de 2019. Consultado em 31 de maio de 2021. Cópia arquivada em 31 de maio de 2021
13. ↑  «Cruzeiro goleia time do Pará na volta e se classifica no Brasileiro Feminino». Superesportes. 22 de maio de 2019. Consultado em 31 de maio de 2021. Cópia arquivada em 1 de junho de 2019
14. ↑  Estevam Chaparin (25 de maio de 2019). «Grêmio goleia o Fluminense e classifica no Brasileiro A2». Olimpíada Todo Dia. Consultado em 31 de maio de 2021. Cópia arquivada em 27 de maio de 2019
15. ↑  «Palmeiras goleia Porto Velho com placar recorde e garante vaga nas quartas do Brasileiro feminino A2». GloboEsporte.com. 22 de maio de 2019. Consultado em 31 de maio de 2021. Cópia arquivada em 31 de maio de 2021
16. ↑  «São Paulo goleia o Botafogo-PB e avança para as quartas do Brasileiro Feminino A2». Paraíba Já. 22 de maio de 2019. Consultado em 31 de maio de 2021. Cópia arquivada em 25 de outubro de 2020
17. ↑  Gerson Barbosa (22 de maio de 2019). «Ceará perde para Portuguesa, mas avança no agregado e está nas quartas do Brasileiro A2». O Povo. Consultado em 31 de maio de 2021. Cópia arquivada em 31 de maio de 2021
18. ↑  Braz Chucre (30 de maio de 2021). «Esmac é eliminada do Campeonato Brasileiro de Futebol Feminino com apenas uma derrota». O Liberal. Consultado em 31 de maio de 2021. Cópia arquivada em 12 de maio de 2021
19. ↑  «Brasileiro Feminino A-2: veja classificados e duelos das quartas». Confederação Brasileira de Futebol. Consultado em 27 de maio de 2021. Cópia arquivada em 1 de junho de 2019
20. ↑  «Grêmio, Palmeiras, Cruzeiro e São Paulo na elite do futebol feminino em 2020». Confederação Brasileira de Futebol. 22 de julho de 2019. Consultado em 31 de maio de 2021. Cópia arquivada em 23 de julho de 2019
21. ↑  «São Paulo, Palmeiras, Grêmio e Cruzeiro garantem vaga na série A1 do Campeonato Brasileiro Feminino de 2020». Terra. 26 de julho de 2019. Consultado em 31 de maio de 2021. Cópia arquivada em 27 de julho de 2019
22. ↑  Valinor Conteúdo (4 de agosto de 2019). «Cruzeiro vence o Grêmio outra vez e está na final do Brasileiro A2». Lance!. Consultado em 31 de maio de 2021. Cópia arquivada em 11 de agosto de 2020
23. ↑  «São Paulo empata com Palmeiras e vai à final do Brasileiro A2 Feminino». Gazeta Esportiva. 11 de agosto de 2019. Consultado em 31 de maio de 2021. Cópia arquivada em 31 de dezembro de 2019
24. ↑  «Para coroar boas campanhas, São Paulo e Cruzeiro se enfrentam na final». Confederação Brasileira de Futebol. 16 de agosto de 2019. Consultado em 31 de maio de 2021. Cópia arquivada em 13 de setembro de 2019
25. ↑  «Brasileiro A2: Cruzeiro x São Paulo será no Estádio das Alterosas». Confederação Brasileira de Futebol. 20 de agosto de 2019. Consultado em 31 de maio de 2021. Cópia arquivada em 14 de setembro de 2019
26. ↑  «São Paulo goleia Cruzeiro no primeiro jogo da final do Brasileiro Feminino A2». Gazeta Esportiva. 18 de agosto de 2019. Consultado em 31 de maio de 2021. Cópia arquivada em 3 de dezembro de 2020
27. ↑  «São Paulo goleia o Cruzeiro no jogo de ida da final do Brasileiro Feminino A2». Lance!. 18 de agosto de 2019. Consultado em 31 de maio de 2021. Cópia arquivada em 26 de agosto de 2019
28. ↑  «São Paulo empata com Cruzeiro e conquista Brasileiro A2 feminino». UOL. 25 de agosto de 2019. Consultado em 31 de maio de 2021. Cópia arquivada em 31 de maio de 2021
29. ↑  «Cruzeiro empata com São Paulo e fica com vice-campeonato do Brasileiro Feminino A2». Superesportes. 25 de agosto de 2019. Consultado em 31 de maio de 2021. Cópia arquivada em 28 de dezembro de 2019
30. ↑  «São Paulo empata com Cruzeiro e é campeão brasileiro feminino da Série A2». Gazeta Esportiva. 25 de agosto de 2019. Consultado em 31 de maio de 2021. Cópia arquivada em 31 de maio de 2021